# Blå toner
Blå toner (engelska: blue note, 'blå ton') är en musikalisk samlingsterm för att beskriva en viss typ av toner som ligger mellan tonerna i ett tempererat tonsystem. Det kan också handla om tonföljder/kombinationer där sådana toner ingår. Kunskap om detta lärs traditionellt inte ut på konservatorier för klassisk musik och förknippas främst med blues och jazz, men förekommer även i svensk folkmusik.

## I olika musikgenrer
Blå toner förekommer i blues och jazz ofta vid skalans tredje och sjunde ton (ters respektive septima). Dessa toner intoneras ofta "svävande".

### Blues
Sett ur ett västerländskt perspektiv använder sig bluesmusiken ofta av de sänkta tredje, femte och sjunde tonerna i durskalan. Beroende på den speciella karaktär detta ger åt musiken brukar de kallas för blå toner. Medan den ackordföljd som bildar en så kallad bluestolva periodvis hade varit vanlig under århundraden, så var den nya aspekten i bluesen att man ofta använde sig av den sänkta tredje, sjunde och ibland femte tonen i melodin, tillsammans med spel av direkt närliggande toner (till exempel liten sekund) samtidigt eller glidande, liknande användningen av prydnadsnoter i den klassiska musiken. När en klassiskt skolad musikutövare tolkar en prydnadsnot distinkt, så använder en bluessångare eller bluesmunspelare emellertid en glissando-liknande teknik. En pianist eller gitarrist kan spela de två tonerna samtidigt och sedan släppa prydnadsnoten. Gitarristen kan även använda slide eller böja tonen genom att böja strängen. Blues spelas ibland även i moll, då den så kallade bluesskalan används.
Den för västerländsk musik främmande tonaliteten har av många förklarats som resultatet av importen av svarta slavar från Afrika till Förenta staterna, vilket ledde till sammanfogandet av en afrikansk och en europeisk musiktradition. I dessa båda kulturer fanns en vitt skild uppfattning av musiken och dess skalor.

### Folkmusik
Inom folkmusik från olika delar av världen – däribland Sverige – är det vanligt med kvartstoner.

### Jazz
Jazzen använder sig ibland av atonala noter. 